# Ornativalva acutivalva
Ornativalva acutivalva är en fjärilsart som beskrevs av Klaus S.O. Sattler 1976. Ornativalva acutivalva ingår i släktet Ornativalva och familjen stävmalar. Inga underarter finns listade i Catalogue of Life.